# Mohammed Amer
Mohammed Amer (arab. محمد عامر; ur. 24 lipca 1981 w Kuwejcie) – amerykańsko-palestyński komik stand-upowy, aktor i scenarzysta. Najbardziej znany jako twórca i odtwórca głównej roli w nagrodzonym serialu Mo (2022–2025), inspirowanym jego doświadczeniami jako palestyńskiego uchodźcy. Występował także w serialu Ramy oraz filmie Black Adam (2022). Ma na koncie Netflixowe speciale Mo Amer: The Vagabond (2018) i Mohammed in Texas (2021).

## Życiorys
Amer urodził się w palestyńskiej rodzinie w Kuwejcie jako najmłodszy z sześciorga rodzeństwa. Jego ojciec pracował jako inżynier w Kuwait Oil Company. Uczęszczał do brytyjskiej szkoły, gdzie nauczył się angielskiego.
W wieku 9 lat, podczas wojny w Zatoce Perskiej, wraz z rodziną uciekł do USA i osiedlił się w Houston. Mimo biegłej znajomości angielskiego został umieszczony w klasie ESL. Jego ojciec dołączył do rodziny w 1992 roku, ale zmarł trzy lata później, gdy Amer miał 14 lat. W tym czasie przeżywał trudności w nauce, a nauczyciel zachęcił go do spróbowania swoich sił w komedii.

## Kariera
W wieku 10 lat zobaczył na żywo występ Billa Cosby’ego, a cztery lata później odkrył stand-up. W 1999 roku dotarł do finału konkursu Houston’s Funniest Person, co pomogło mu rozpocząć karierę. W wieku 19 lat zaczął występować dla amerykańskich żołnierzy za granicą.
W kolejnych latach występował na całym świecie, m.in. w Royal Albert Hall i Shrine Auditorium. W 2015 roku nagrał special Legally Homeless. Współpracował z Dave’em Chappelle’em i w 2017 roku zadebiutował w amerykańskiej telewizji w The Late Show with Stephen Colbert.
W 2018 roku dołączył do obsady Ramy, a Netflix wydał jego special Mo Amer: The Vagabond. 
W 2022 roku Amer stworzył i zagrał główną rolę w serialu produkcji Netflixa Mo, luźno opartym na jego doświadczeniach jako palestyńskiego uchodźcy. Produkcja zdobyła kilka nagród, w tym Peabody Award, i została przedłużona na drugi sezon. W tym samym roku wystąpił u boku Dwayne’a Johnsona w filmie Black Adam oraz został uznany za Człowieka Roku przez GQ Middle East.

## Styl komediowy
Amer czerpie inspirację ze swojego pochodzenia i rodziny, poruszając tematy religii, polityki i życia uchodźców. Opowiada o swoich doświadczeniach jako Palestyńczyk dorastający w Ameryce.

## Życie prywatne
Mieszkał w Los Angeles z żoną i pasierbicą. Para rozwiodła się podczas pandemii koronawirusa.
W 2009 roku uzyskał amerykańskie obywatelstwo, co umożliwiło mu odwiedzenie rodziny w Palestynie i Jordanii po prawie 20 latach. W 2023 roku podpisał list Artists4Ceasefire, wzywający prezydenta Joe Bidena do zawieszenia broni w Strefie Gazy.

## Filmografia

### Filmy
- Americanish (2021) – Zane
- Black Adam (2022) – Karim
- Sweet Dreams (2024)

### Telewizja
- Mo (2022–) – Mo Najjar (twórca i główna rola)
- Ramy (2019–2023) – Mo

## Nagrody i wyróżnienia

### Aktorstwo
| Nagroda                   | Rok  | Kategoria                                    | Odbiorca      | Wynik     | Ref.   |
| ------------------------- | ---- | -------------------------------------------- | ------------- | --------- | ------ |
| Gotham Awards             | 2022 | Przełomowy serial (odcinki poniżej 40 minut) | Mo            | Wygrana   | [ 19 ] |
| Independent Spirit Awards | 2023 | Najlepsza rola główna w nowym serialu        | Mohammed Amer | Nominacja | [ 20 ] |
| Peabody Awards            | 2022 | Rozrywka                                     | Mo            | Wygrana   | [ 21 ] |